# Nejvyšší hory Washingtonu

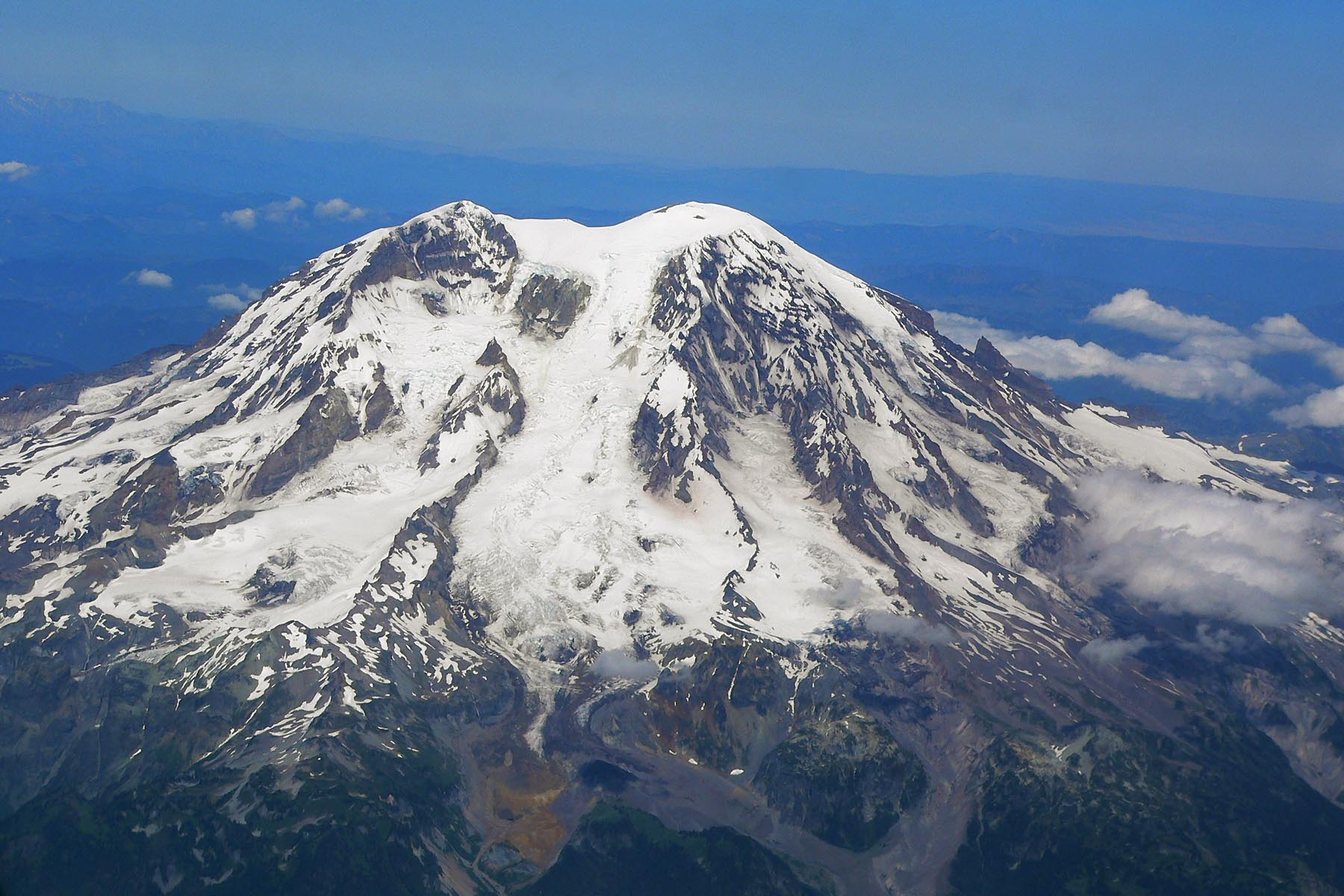
Mount Rainier, nejvyšší hora státu Washington

Nejvyšší hory státu Washington. Hlavní horský systém Washingtonu tvoří Kaskádové pohoří. Rozkládá se ve středu státu, od severu k jihu.
V jednotlivých masivech a horských pásmech Kaskádového pohoří leží všechny nejvyšší hory státu Washigton.
Nejvyšší horou Washigtonu a nejvyšší horou Kaskádového pohoří je s nadmořskou výškou 4 392 metrů stratovulkán Mount Rainier.
Horský masiv Mount Rainier výrazněji převyšuje okolní horské vrcholy ve Washingtonu. Jedině zde dosahují hory nadmořskou výšku přes 4 000 metrů. Společně s nejvyšší horou ji dosahuje ještě Liberty Cap (4 301 m) s prominencí 144 m. Mimo Kaskádové pohoří tvoří druhou hlavní dominantu Washingtonu Olympijské pohoří. Leží na severozápadě, při pobřeží Tichého oceánu, nad členitým zálivem Puget Sound. Nejvyšší horou je Mount Olympus (2 429 m). Třetím výraznějším pohořím jsou na severovýchodě Kolumbijské hory. Většina tohoto horského pásma leží v Britské Kolumbii, na území Kanady. Ve Washingtonu horské vrcholy přesahují 2 000 metrů.

## 10 nejvyšších hor Washingtonu

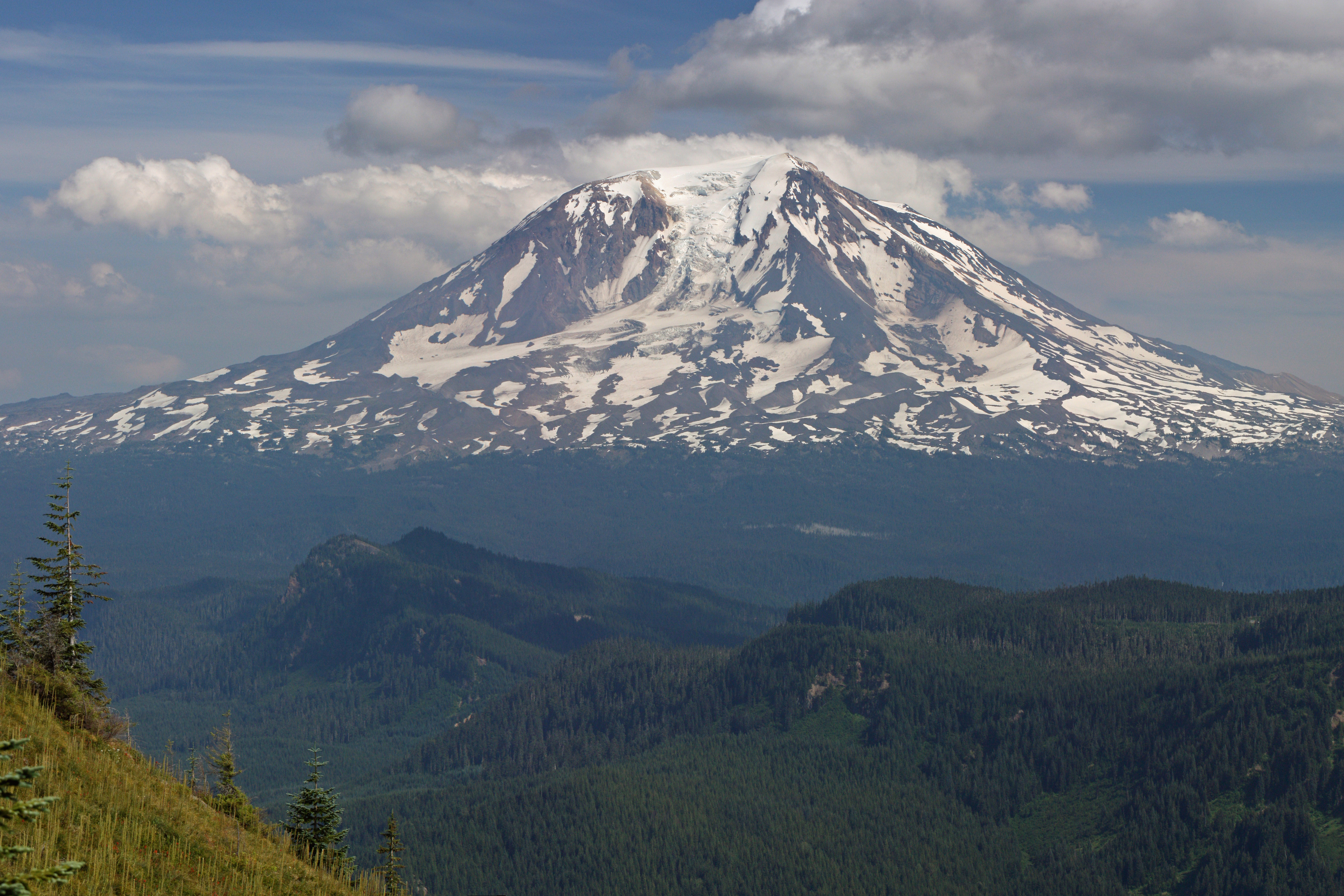
Mount Adams, druhá nejvyšší hora Washingtonu

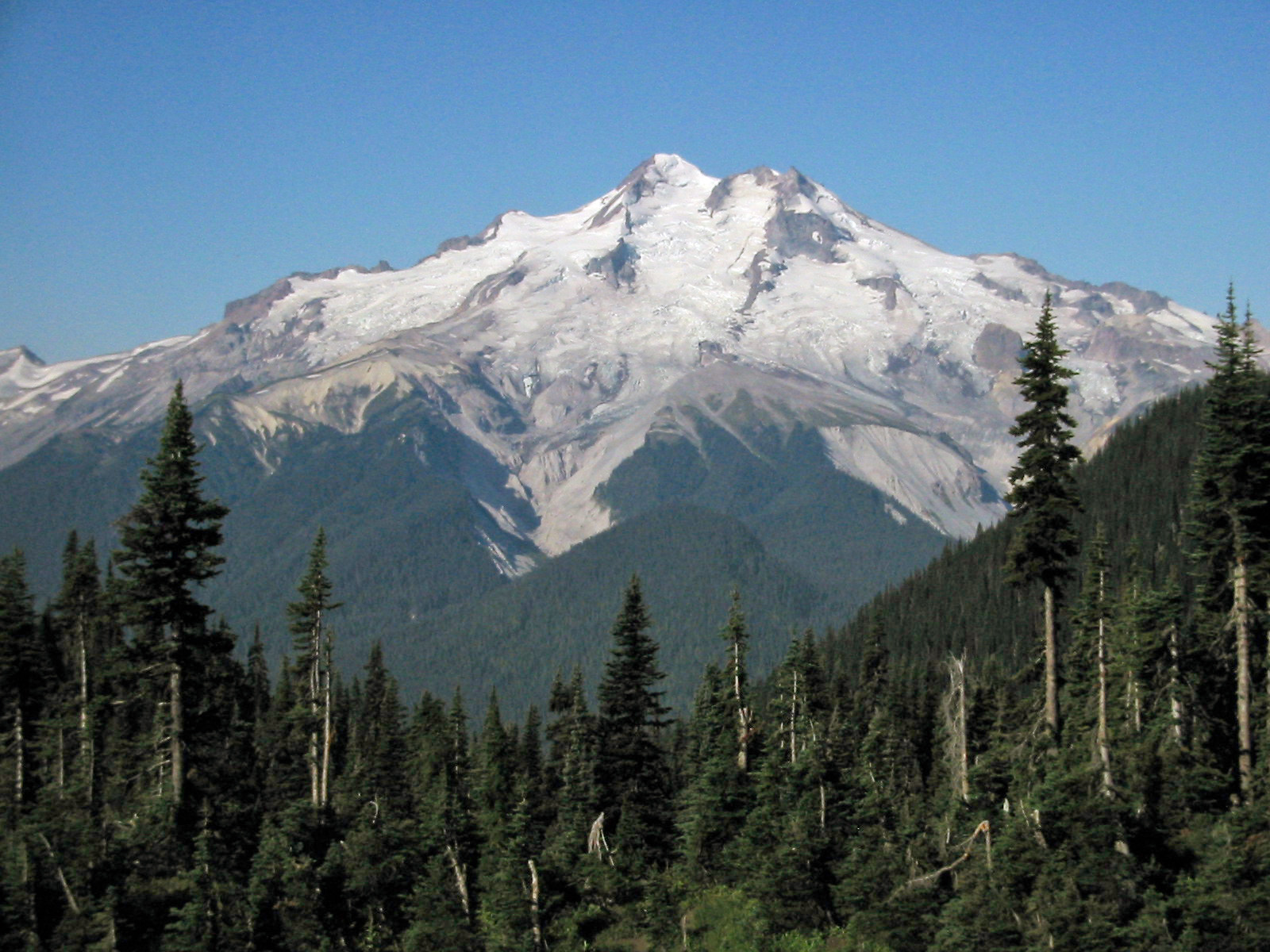
Glacier Peak

Ve výčtu hor jsou zastoupeny pouze vrcholy s prominencí vyšší než 500 metrů.
|    | Vrchol         | Pohoří                                | Výška (m) | Prominence (m) | Izolace (km) |
| -- | -------------- | ------------------------------------- | --------- | -------------- | ------------ |
| 1  | Mount Rainier  | Kaskádové pohoří                      | 4 392     | 4 037          | 1 176,7      |
| 2  | Mount Adams    | Kaskádové pohoří                      | 3 742     | 2 474          | 73,6         |
| 3  | Mount Baker    | Skagit Range, Kaskádové pohoří        | 3 286     | 2 686          | 211,7        |
| 4  | Glacier Peak   | Kaskádové pohoří                      | 3 206     | 2 285          | 90,2         |
| 5  | Bonanza Peak   | Kaskádové pohoří                      | 2 899     | 1 131          | 22,2         |
| 6  | Mount Stuart   | Wenatchee Mountains, Kaskádové pohoří | 2 870     | 1 632          | 71,6         |
| 7  | Mount Fernow   | Entiat Mountains, Kaskádové pohoří    | 2 819     | 857            | 9,5          |
| 8  | Goode Mountain | Kaskádové pohoří                      | 2 804     | 1 161          | 27,4         |
| 9  | Mount Shuksan  | Skagit Range, Kaskádové pohoří        | 2 783     | 1 344          | 16           |
| 10 | Mount Buckner  | Kaskádové pohoří                      | 2 778     | 925            | 6,5          |

## 5 vrcholů s nejvyšší prominencí

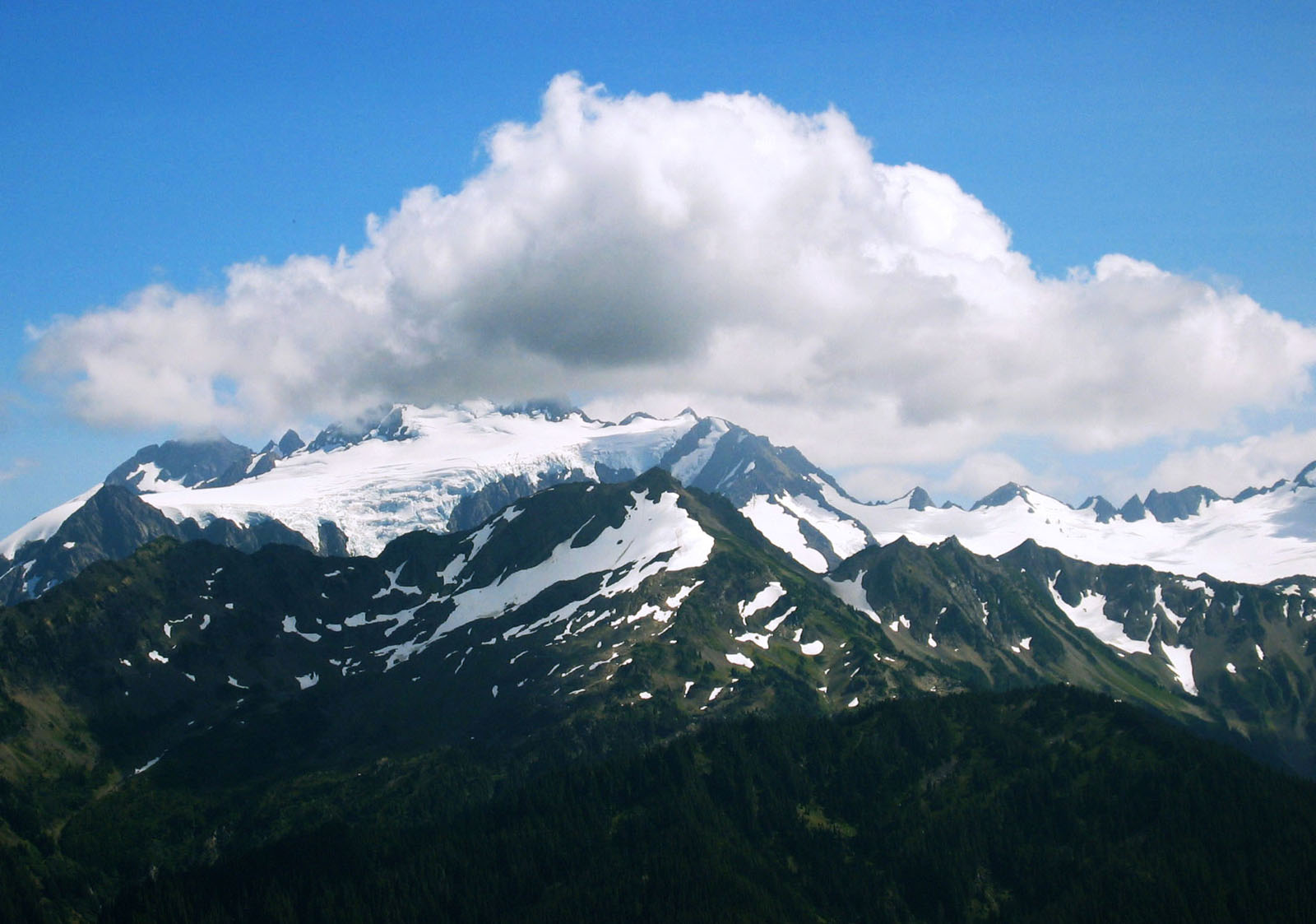
Mount Olympus

|   | Vrchol        | Pohoří                         | Výška (m) | Prominence (m) | Izolace (km) |
| - | ------------- | ------------------------------ | --------- | -------------- | ------------ |
| 1 | Mount Rainier | Kaskádové pohoří               | 4 392     | 4 037          | 1 176,7      |
| 2 | Mount Baker   | Skagit Range, Kaskádové pohoří | 3 286     | 2 686          | 211,7        |
| 3 | Mount Adams   | Kaskádové pohoří               | 3 742     | 2 474          | 73,6         |
| 4 | Mount Olympus | Olympijské pohoří              | 2 429     | 2 389          | 174          |
| 5 | Glacier Peak  | Kaskádové pohoří               | 3 206     | 2 285          | 90,2         |

## 10 nejvyšších hor státu Washington s prominencí vyšší než 100 metrů

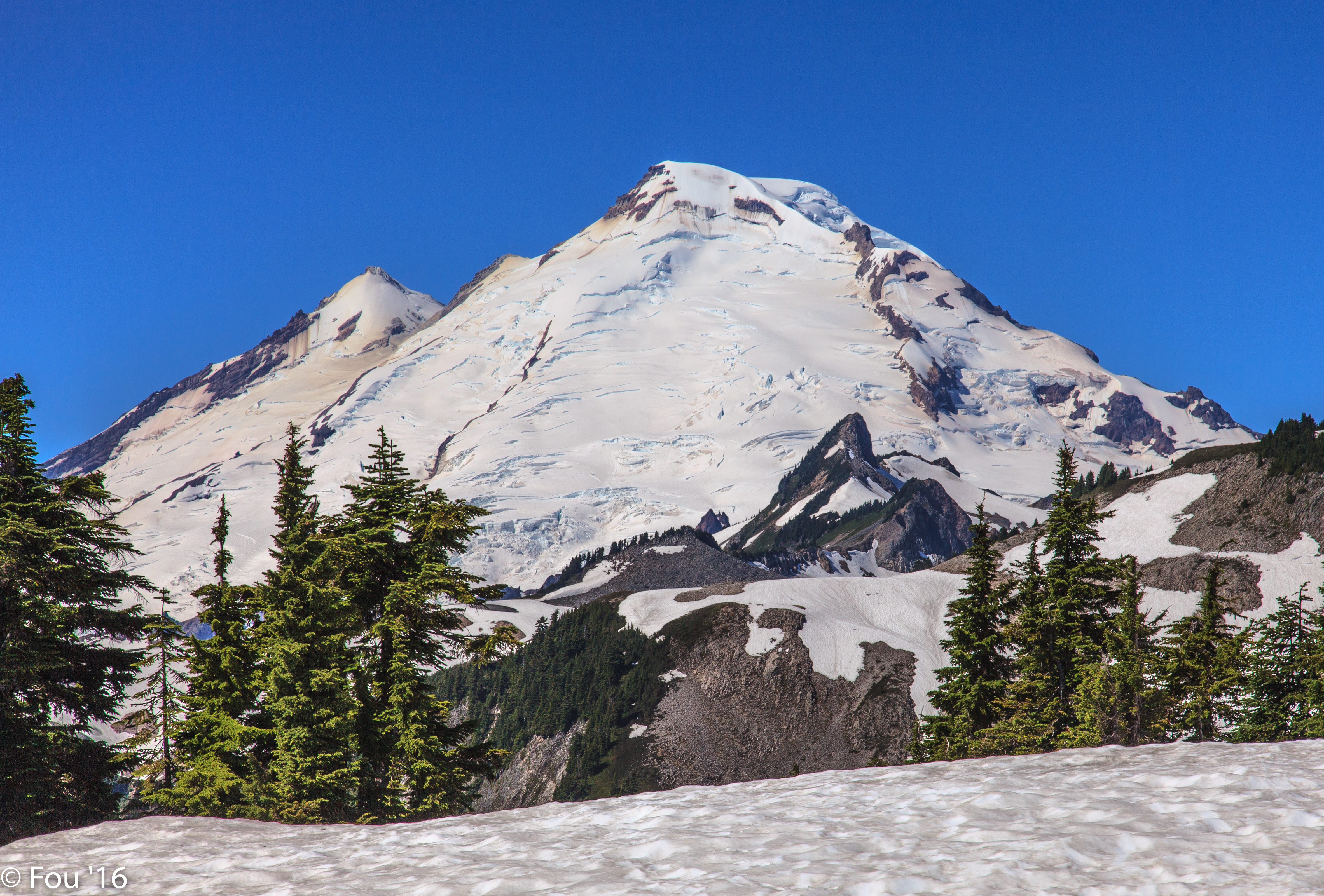
Vrchol hory Mount Baker

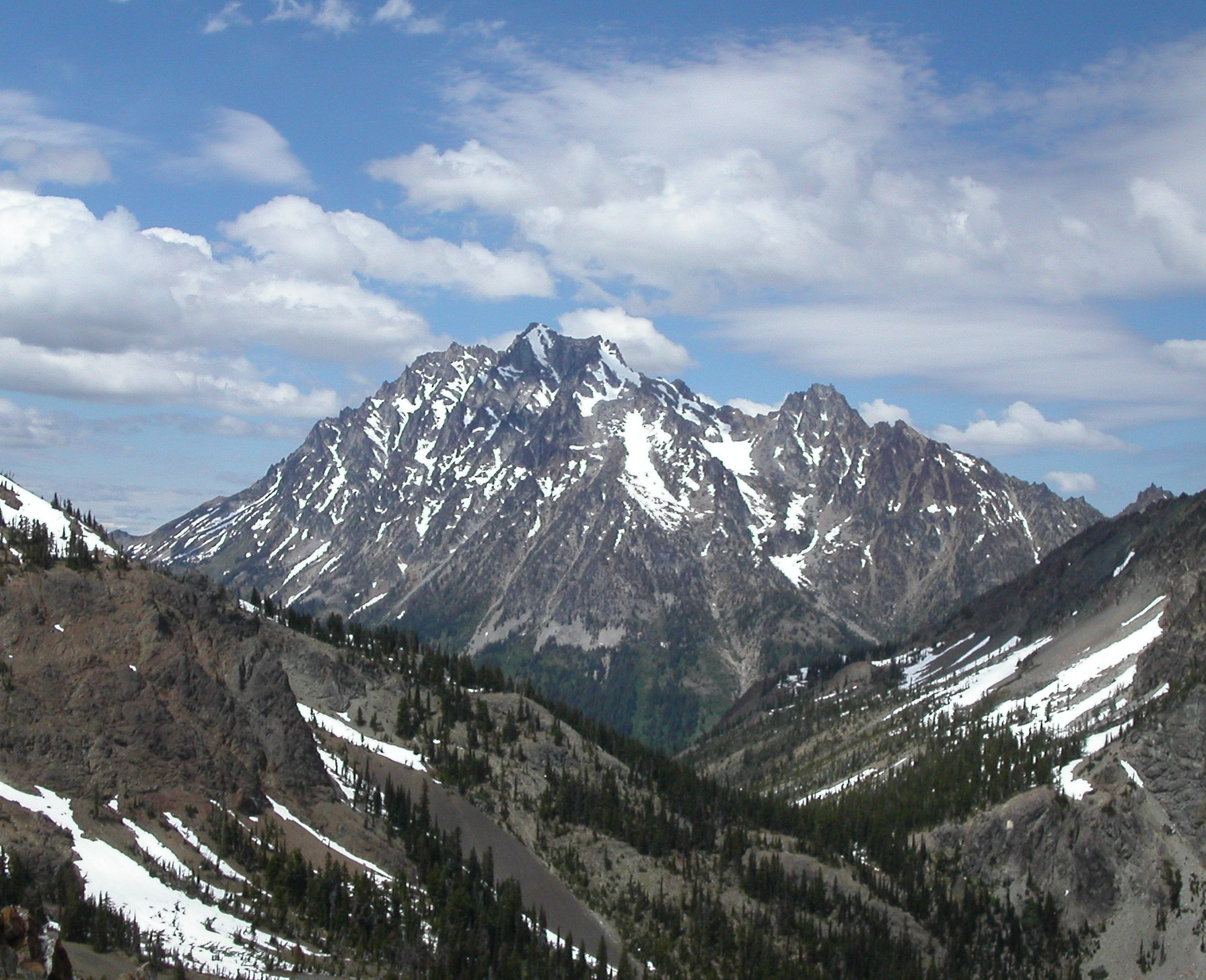
Mount Stuart, Wenatchee Mts.

Ve výčtu hor jsou zastoupeny pouze vrcholy s prominencí vyšší než 100 metrů.
|    | Vrchol        | Pohoří                                | Výška (m) | Prominence (m) | Izolace (km) |
| -- | ------------- | ------------------------------------- | --------- | -------------- | ------------ |
| 1  | Mount Rainier | Kaskádové pohoří                      | 4 392     | 4 037          | 1 176,7      |
| 2  | Liberty Cap   | Kaskádové pohoří                      | 4 301     | 144            | 1,3          |
| 3  | Mount Adams   | Kaskádové pohoří                      | 3 742     | 2 474          | 73,6         |
| 4  | Little Tahoma | Kaskádové pohoří                      | 3 395     | 249            | 1,8          |
| 5  | Mount Baker   | Skagit Range, Kaskádové pohoří        | 3 286     | 2 686          | 211,7        |
| 6  | Glacier Peak  | Kaskádové pohoří                      | 3 206     | 2 285          | 90,2         |
| 7  | Sherman Peak  | Skagit Range, Kaskádové pohoří        | 3 097     | 122            | 0,7          |
| 8  | Bonanza Peak  | Kaskádové pohoří                      | 2 899     | 1 131          | 22,2         |
| 9  | Colfax Peak   | Skagit Range, Kaskádové pohoří        | 2 877     | 122            | 1            |
| 10 | Mount Stuart  | Wenatchee Mountains, Kaskádové pohoří | 2 870     | 1 632          | 71,6         |